# Neurigona longipes
Neurigona longipes är en tvåvingeart som beskrevs av Becker 1918. Neurigona longipes ingår i släktet Neurigona och familjen styltflugor. Inga underarter finns listade i Catalogue of Life.